# بردفورد (پنسیلوانیا)
بردفورد (به انگلیسی: Bradford) شهری در ایالت پنسیلوانیا کشور ایالات متحده آمریکا است که جمعیت آن در سرشماری سال ۲۰۱۰ میلادی، ۸٬۷۷۰ نفر بوده‌است.